# Ferchromide
La ferchromide è un minerale descritto nel 1986 in seguito ad una scoperta avvenuta nella regione di Kumak, negli Urali meridionali in Russia. Il nome deriva dagli elementi che lo compongono. Il nome deriva dalla sua composizione. È ferromagnetica.

## Morfologia
La ferchromide è stata scoperta sotto forma di granuli di dimensione inferiore al micrometro che formano aggregati di dimensione dell'ordine del centinaio di micrometri.

## Origine e giacitura
La ferchromide si ritrova nelle vene di quarzo con anfibolo e scisto. È associata con bismuto nativo, chromferide, ferro nativo, grafite, halite, rame nativo, sylvite e marialite.